# Кавалерийски корпус (Русия)
Кавалерийският корпус е военно обединение в действащата руска армия в Руско-турската война (1877 – 1878).
Кавалерийският корпус е създаден в хода на войната след неуспешните атаки на Плевен. Формиран е в съответствие с решението на Военния съвет на действащата руска армия от 1 септември 1877 г. Наброява 5508 кавалеристи и 30 оръдия. Командир корпуса е генерал-лейтенант Евгений Крилов, заменен на 22 септември от генерал-лейтенант Йосиф Гурко.
Основна задача на корпуса е действия срещу комуникациите на Западната османска армия с командир Осман паша западно от шосето Плевен – София и по долината на река Вит. След немного време се оказва, че конницата не е пригодна за самостоятелни действия при осъществяване на блокадата на Плевен. Частите на корпуса са включени в състава на Западния отряд с командир генерал-лейтенант Йосиф Гурко и формират основно Десния летящ отряд.